# Kris Merckx

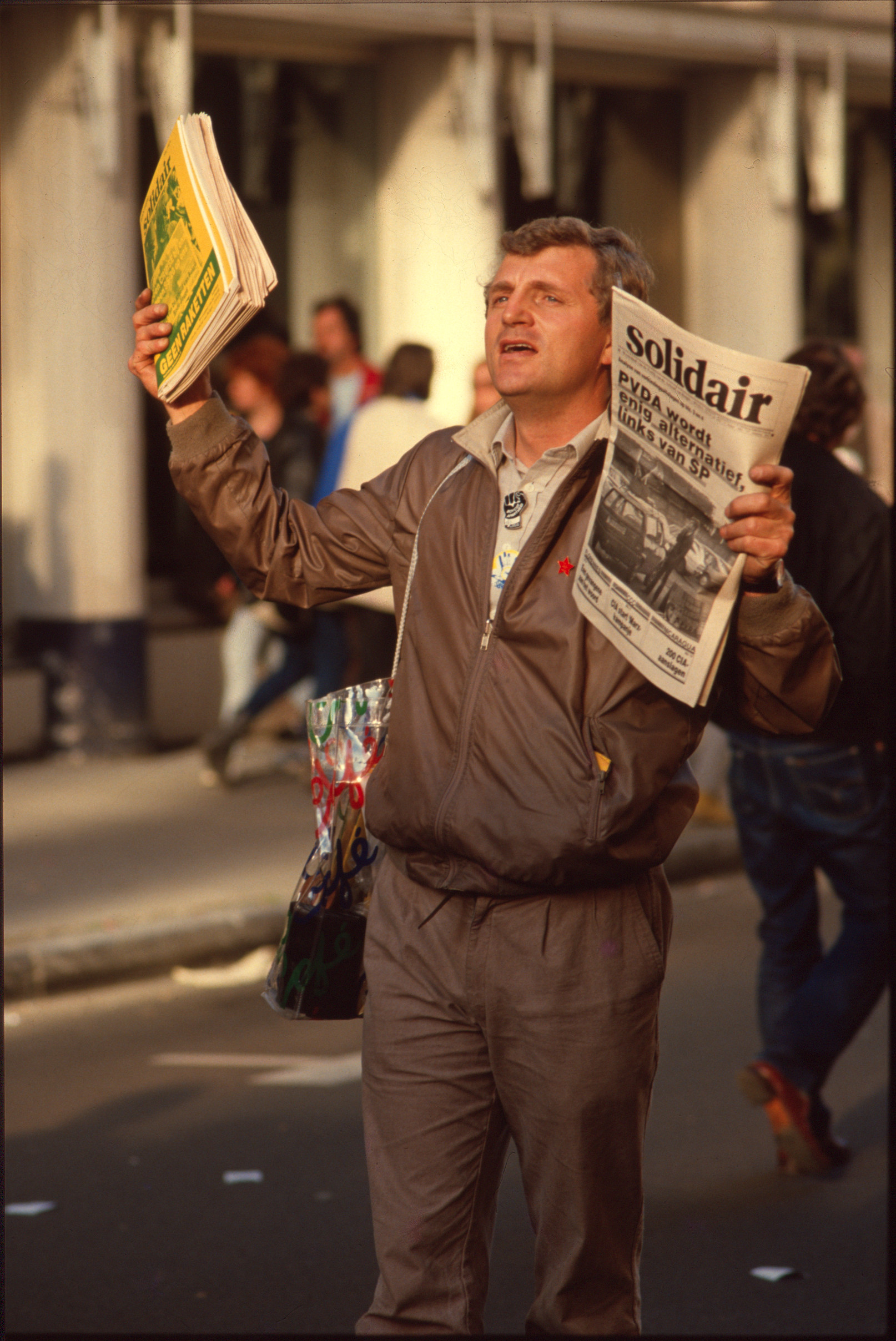
Kris Merckx

Kris Merckx (* 1944 in Stekene) ist ein belgischer Politiker (PVDA), Arzt und Redakteur der Parteizeitung Solidair.

## Leben
Gemeinsam mit Ludo Martens stand er 1970 an der Wiege der Organisation Alle macht aan de arbeiders (AMADA), welche 1979 in Partij van de Arbeid (PVDA) umbenannt wurde. Zusammen mit Michel Leyers begann er am 4. Januar 1971 die erste Praxis von Geneeskunde voor het Volk (GvhV – Medizin für das Volk). Zusammen mit den anderen Ärzten  von GVFV und der PVDA spielte er eine wichtige Rolle bei der Aufdeckung einer massiven Bleivergiftung durch die  Union Minière im Antwerpener Stadtbezirk Hoboken.
Er war 13 Jahre lang Chefredakteur der wöchentlich erscheinenden Parteizeitung Solidair sowie ein Sprecher im Namen seiner Partei. Durch seine politische Arbeit musste er seine Praxis als Arzt aufgeben. Inzwischen hat die junge Generation, darunter Peter Mertens und Mie Branders, seine Rolle übernommen. Seine politische Arbeit nimmt seitdem weniger Zeit in Anspruch und ab 2001 arbeitete er wieder halbtags als Arzt in einer Gruppenpraxis von GVHV in Hoboken. Im Sommer 2009 ging Kris Merckx in Rente. Im gleichen Jahr verlieh ihm die örtliche Gruppe der sozialdemokratischen Vooruit den Verdienstpreis von Hoboken. Das war ungewöhnlich, angesichts der Tatsache, dass Merckx in den siebziger und achtziger Jahren ein sehr angespanntes Verhältnis zur damaligen Socialistische Partij, dem Vorläufer von Vooruit, hatte. Sein vierzigjährige Erfahrung als Arzt und Politiker schrieb Merckx im autobiographischen Werk „Dokter van het volk“ (Doktor der Volkes) nieder.
Bei den Kommunalwahlen 2012 wurde Merckx gleich zweimal gewählt. Er erlangte einen Sitz im Provinzrat von Antwerpen und wurde als Bezirksstadtrat von Hoboken gewählt.

## Schriften
- mit Ludo Martens: Dat was 1968. Berchem, EPO, 1978, LCCN 80-140755, OCLC 7575139.
- mit Ludo Martens: Een kwarteeuw Mei 68. Berchem, EPO, 1993, ISBN 978-90-6445-748-7.
- mit Serge Deruette: De socialistische partij. Geschiedenis, mythen en feiten. Berchem, EPO, 1999, ISBN 978-90-6445-118-8.
- Dokter van het volk. Berchem: EPO, 2008, ISBN 978-90-6445-497-4.
- Médecin du peuple. Brüssel, Aden, 2009, ISBN 978-2-930402-76-5.